# الکس سیویک
الکس سیویک (انگلیسی: Alex Saviuk، متولد ۱۷ اوت ۱۹۵۲) یک قلم‌زن و جوهرزن اهل ایالات متحده آمریکا است.
وی بیشتر به خاطر همکاری‌هایش با مارول کامیکس بخصوص مرد‌ عنکبوتی شناخته می‌شود.